# Risper Biyaki
Risper Biyaki Gesabwa (Kisii, Kenia, 10 de febrero de 1989) es una deportista de kenianomexicana dedicada al atletismo. Representó a México en los Juegos Panamericanos de 2019. Vive en la ciudad de Zacatecas.

## Trayectoria
Risper Biyaki es competidora de maratones a nivel internacional. Tras correr y ganar en 2017 el Maratón Internacional de la Ciudad de México decidió nacionalizarse mexicana y competir en atletismo por este país. Clasificó en selectivos realizados en junio de 2019 a los Juegos Panamericanos de 2019.

## Vida personal
Biyaki ha acusado que ha sido víctima de racismo al no haber nacido en México.

## Palmarés
2019
| \| Juegos Panamericanos \| Juegos Panamericanos \| Juegos Panamericanos \| Juegos Panamericanos \| \| Año \| Lugar \| Medalla \| Prueba \| \| -------------------- \| -------------------- \| -------------------- \| -------------------- \| \| 2019 \| Lima ( Perú) \| Medalla de plata \| 10 mil metros \| |              |                  |               |
| Juegos Panamericanos |              |                  |               |
| Año | Lugar        | Medalla          | Prueba        |
| 2019 | Lima ( Perú) | Medalla de plata | 10 mil metros |